# Hypopyra malagassica
Hypopyra malagassica là một loài bướm đêm trong họ Erebidae.